# Menhir von Krosigk
Der Menhir von Krosigk (auch Schön-Ännchenstein, Frößnitzstein oder Heidenstein) ist ein Menhir, der ursprünglich nahe Krosigk, einem Ortsteil von Petersberg im Saalekreis, Sachsen-Anhalt stand und heute an der Ostseite des Landesmuseums für Vorgeschichte in Halle (Saale) aufgestellt ist.

## Beschreibung
Der Menhir besteht aus Rhyolith und hat die Form einer flachen Platte. Er hat eine Höhe von 2,68 m und eine Dicke von 0,36 m, die Breite variiert zwischen 1,56 m und 1,96 m. Der ursprüngliche Standort des Steins liegt bei den Neuen Häusern, westlich von Krosigk im ehemaligen Löbejüner Holz. Die Bezeichnung „Frößnitzstein“ leitet sich vom Petersberger Ortsteil Frößnitz ab, der allerdings südlich von Krosigk liegt. Aus der Umgebung des Menhirs stammen Funde der Bandkeramischen Kultur, der Schnurkeramik, der Bronzezeit, der Römischen Kaiserzeit, dem slawischen Frühmittelalter und dem Mittelalter.

## Der Menhir von Krosigk in regionalen Sagen
Über den Menhir von Krosigk sind zwei Sagen überliefert. Der Ersten zufolge soll unter dem Stein ein Schatz vergraben liegen. Die Zweite erklärt den Namen „Schön-Annchenstein“ und ist während der Hussitenkriege angesiedelt: Eine vornehme Dame soll demnach in der Mühle von Gottkau verstorben sein. Ihre Tochter Anna wurde daraufhin von den Müllersleuten aufgezogen. Später wurde sie zu einer Spielgefährtin des Sohnes des Burgherrn von Löbejün. 1429 kam es zu einem Hussitenüberfall, bei dem der Burgherr getötet und Anna gefangen genommen wurde. Als diese Procop, den Führer der Hussiten, um Hilfe anrief, wurde auch sie getötet. Procop veranlasste daraufhin ein fürstliches Begräbnis. Der Menhir soll die Stelle ihres Grabes kennzeichnen.

## Nachbau
Seit 2003 befindet sich nahe dem ursprünglichen Standort bei Krosigk ein verkleinerter Nachbau des Menhirs. Dieser hat inklusive Sockel eine Höhe von 1,85 m.